# Ação (gênero)

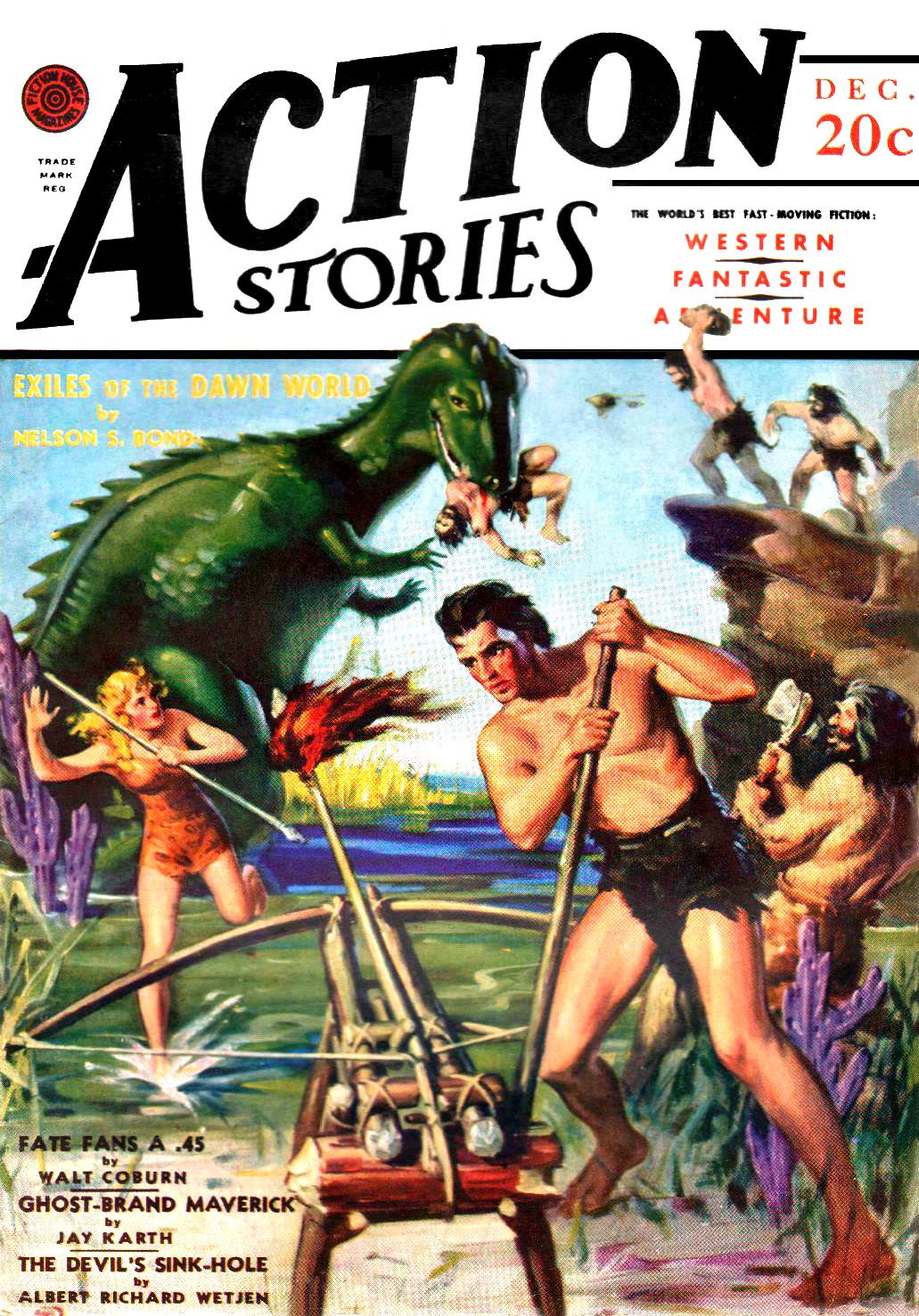
Action Stories, um exemplo de história de ação.

A ação é um gênero literário que se concentra em histórias que envolvem eventos de alto risco, alta energia e ritmo acelerado. Este gênero inclui uma ampla gama de subgêneros, como romances de espionagem, histórias de aventura, contos de terror e intriga ("capa e espada") e mistério. Esse tipo de história utiliza o suspense, a tensão que se acumula quando o leitor deseja saber como vai se resolver o conflito entre protagonista e antagonista ou qual a solução para o quebra-cabeça de um thriller.

## Gênero de ficção
A ficção de ação é uma forma de literatura de gênero cujo assunto é caracterizado pela ênfase em emocionantes sequências de ação. Isso nem sempre significa que eles excluem o desenvolvimento do personagem ou a narrativa. O gênero de ação está relacionada a outras formas de ficção, incluindo filmes de ação, jogos de ação e mídias análogas em outros formatos, como mangá e anime. Inclui ação de artes marciais, ação de esportes radicais, perseguições de carros e veículos, ação de suspense e comédia de ação, cada uma focando mais detalhadamente em seu próprio tipo e sabor de ação. Geralmente é possível dizer pelo estilo criativo de uma sequência de ação, a ênfase de toda uma obra, de modo que, por exemplo, o estilo de uma sequência de combate indicará se toda a obra pode ser classificada como aventura de ação ou uma obra de luta marcial. A ação é definida principalmente por um foco central em qualquer tipo de movimento emocionante.

## Lista de romances de ação
- 58 minutos (1987)
- A Identidade Bourne (1980)
- O Chinês (1992)
- O Equalizador (2014)
- First Blood (1972)
- Homem em chamas (1980)
- Nada dura para sempre (1979)